# Condé-en-Brie
Condé-en-Brie è un comune francese di 666 abitanti situato nel dipartimento dell'Aisne della regione dell'Alta Francia.

## Società

### Evoluzione demografica
Abitanti censiti

### Luoghi e monumenti d'interesse
- Il castello di Condé, dimora dei principi[2], è stato classificato Monumento storico con tutte le sue dipendenze nel 1979[3].

All'interno del castello, due dipinti murali del XVII secolo illustrano dei racconti di La Fontaine: Le Villageois qui a perdu son veau e La fiancée du Roi de Garbe.
- La chiesa di San Remigio, del XIII secolo è classificata nel registro dei Monumenti storici dal 1920[4].
- Convento di Picpus e piccolo collegio.
- Le halle del XV e XVI secolo, in carpenteria su pilastri di ordine dorico, costruiti su richiesta di Maria di Lussemburgo e l'antico municipio sono iscritti nell'inventario dei monumenti storici dal 1979[5].
- Lavatoi, di cui quello centrale decorato sul tema di una favola di Jean de La Fontaine : Les Animaux malades de la peste, VII, 1.

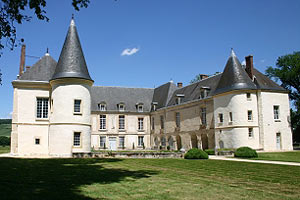
Castello di Condé - facciata sud.
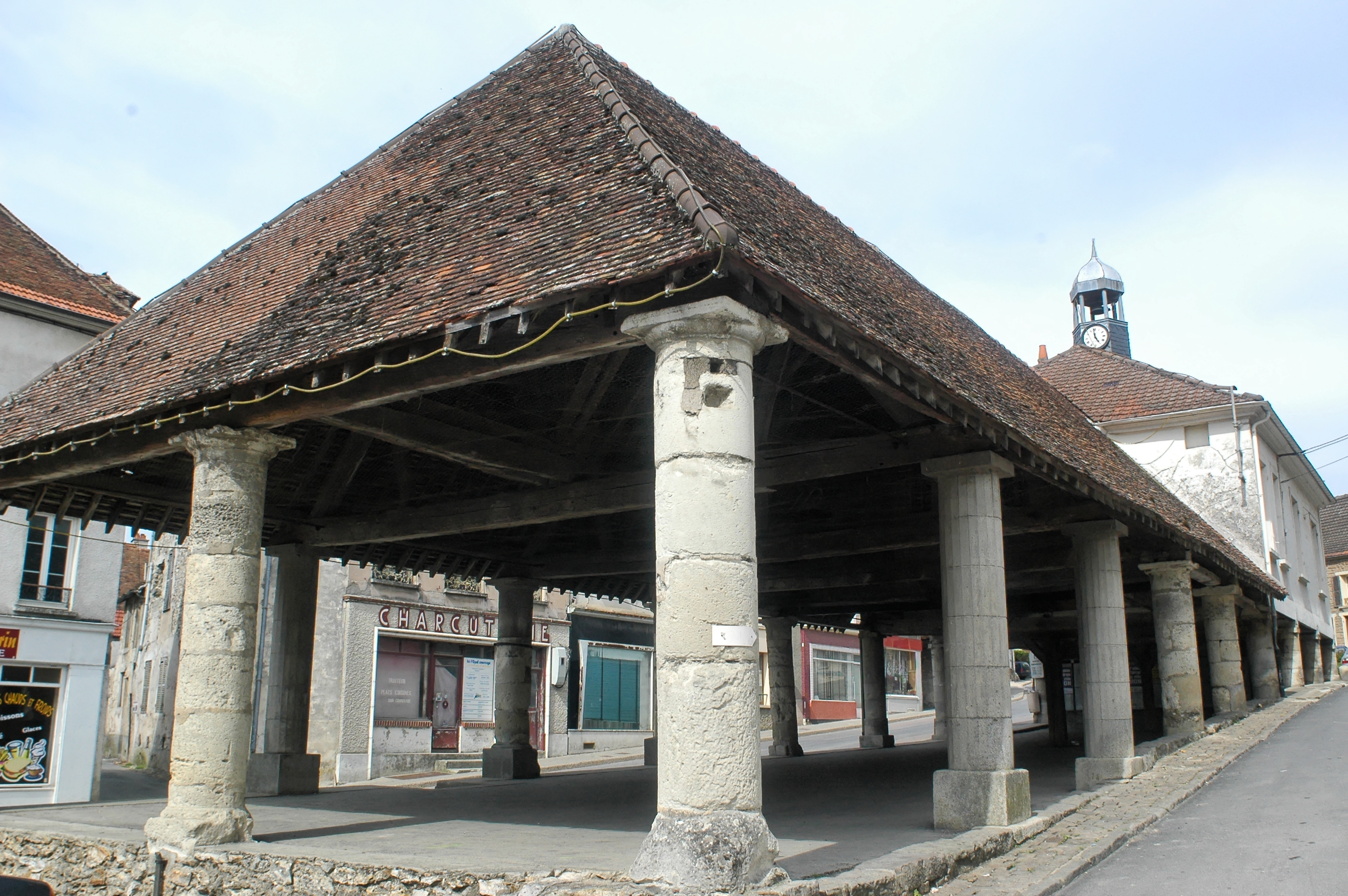
La halle di Condé-en-Brie.
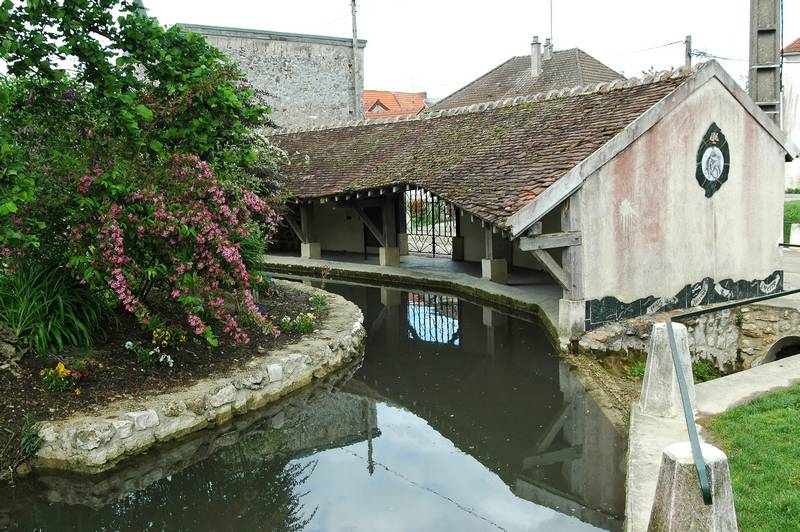
Il lavatoio centrale di Condé-en-Brie.